# Sijue
Sijue (kinesiska: 斯觉镇, 斯觉) är en köping i Kina. Den ligger i provinsen Sichuan, i den sydvästra delen av landet, omkring 240 kilometer sydväst om provinshuvudstaden Chengdu. Antalet invånare är 5 912. Befolkningen består av 2 842 kvinnor och 3 070 män. Barn under 15 år utgör 42 %, vuxna 15-64 år 54 %, och äldre över 65 år 3,0 %.
Genomsnittlig årsnederbörd är 1 391 millimeter. Den regnigaste månaden är juli, med i genomsnitt 272 mm nederbörd, och den torraste är januari, med 7 mm nederbörd.